# Steven G. Bradbury
Steven Gill Bradbury (né le 12 septembre 1958 à Portland, Oregon) est un avocat et fonctionnaire américain, connu pour ses rôles au Département de la Justice sous George W. Bush et au Département des Transports sous Donald Trump. Le 11 janvier 2025, le président élu Donald Trump l’a nommé sous-secrétaire adjoint aux Transports (Deputy Secretary of Transportation), un poste confirmé par le Sénat américain le 11 mars 2025 par un vote de 51 contre 46.

## Biographie

### Jeunesse et formation
Steven Bradbury naît le 12 septembre 1958 à Portland, Oregon, dans une famille modeste. Après la mort de son père à ses 11 mois, sa mère subvient aux besoins familiaux en travaillant de nuit. Il grandit dans le quartier de Sunnyside, fréquente le lycée Washington et devient président du corps étudiant. Il obtient un B.A. en anglais à Stanford en 1980, puis un J.D. magna cum laude à l’Université du Michigan en 1988.

### Carrière juridique
Bradbury commence comme clerc pour le juge James L. Buckley à la Cour d’appel du circuit de D.C., puis pour le juge Clarence Thomas à la Cour suprême. De 2004 à 2009, il dirige le Bureau du conseil juridique (OLC) au Département de la Justice sous Bush, où il rédige des mémos controversés autorisant des techniques d’interrogatoire renforcées, comme le waterboarding, critiqués pour leur justification légale de la torture.
De 2017 à 2021, il est conseiller juridique général du Département des Transports (DOT) sous Trump, confirmé par le Sénat le 14 novembre 2017 par un vote de 50-47. Il supervise une déréglementation significative, supprimant 23 règlements par nouveau règlement adopté. Il devient secrétaire adjoint par intérim en 2019 et secrétaire par intérim du 12 au 20 janvier 2021 après la démission d’Elaine Chao.

### Sous-secrétaire adjoint aux Transports
Le 11 janvier 2025, Trump nomme Bradbury sous-secrétaire adjoint aux Transports pour son second mandat, sous la direction du secrétaire Sean Duffy. Lors de son audience de confirmation le 20 février 2025 devant le Comité du commerce du Sénat, il défend une réforme des permis environnementaux et une réduction des fonds fédéraux pour les transports publics, des positions tirées de son chapitre dans Project 2025. Sa nomination est approuvée par le Comité le 27 février 2025 (15-13) et confirmée par le Sénat le 11 mars 2025 (51-46), malgré les objections démocrates sur son rôle passé dans les enquêtes Boeing et son opposition à Vision Zero.

## Vie privée
Bradbury est marié et père de trois enfants. Il est membre de l’Église épiscopalienne et réside en Virginie.